# 圣卢西亚历史
圣卢西亚岛上的原住民为阿拉瓦克人与加勒比人，在16世纪早期被欧洲人发现。殖民者们于17世纪初开始殖民该岛，但过程并不顺利。圣卢西亚在英法间反复易手次数多达14次，因此时人称之为“西印度群岛的海伦”。1814年，该岛在英法间最后一次易手后归于英国，此后划入英属向风群岛。1958年，该岛加入了半自治的西印度联邦。在联邦解体后，圣卢西亚成为英国的联系邦，并在1979年2月22日获得了完全的独立。

## 前殖民时代
在公元前1000年至前500年间，西波内人首次在岛上开始居住，但岛上关于他们存在的证据不多。第一批被证实的居民是阿拉瓦克人，据信他们大约于公元200-400年从南美洲北部迁徙而来，因为岛上有许多考古遗址发现了阿拉瓦克人的陶器。有证据表明这些最早的居民称这个岛为Iouanalao，意思是“鬣蜥岛”，因为该岛有大量的鬣蜥。
大约在公元800年，加勒比人抵达了这里，他们通过杀害阿拉瓦克人中的男性并同化女性的方式夺取了圣卢西亚的控制权。他们称该岛为Hewanarau，后来称为Hewanorra（Ioüanalao，或“鬣蜥所在之地”）。这也是圣卢西亚维约堡区Hewanorra国际机场(Hewanorra International Airport)名称的由来。加勒比人拥有复杂的社会结构，拥有世袭国王和萨满。他们的战船可以容纳100多人，而且速度足够快，可以追上一艘帆船。后来，他们因战斗中的凶猛而被入侵的欧洲人所畏惧。

## 16世纪
最先发现此岛的欧洲人至今仍有争议。哥伦布可能在1502年的第四次航行中发现了这个岛，因为当时他在马提尼克登陆，但在航海日志中没有提及这个岛。胡安·德拉科萨在他1500年绘制的地图上标注了该岛，称其为El Falcon，并称另一个位于南方的岛屿为Las Agujas。1511年的一份西班牙法令提到了这个岛属于西班牙领土，而梵蒂冈在1502年制作的地球仪上将该岛标记为圣卢西亚，1529年的一幅西班牙地图也显示了圣卢西亚的名字(S. Luzia)。:13-14
在16世纪50年代末，法国海盗弗朗索瓦·勒克莱尔在圣卢西亚北部的鸽岛上设立据点，以此劫掠来往的西班牙船只。:21

## 17世纪
在1600年左右，荷兰人最先开始设立据点。1605年，前往圭亚那的英格兰船只橄榄花号由于飓风偏离航道，67名殖民者在圣卢西亚岛上建立据点。虽然加勒比人一开始欢迎他们的到来，但酋长奥格鲁马特对殖民者们发起了接二连三的攻击。5周后，幸存的19名殖民者逃离了该岛。
| 年份 | 国家                   |
| ---- | ---------------------- |
| 1674 | 法国的直属殖民地       |
| 1723 | 英法共同承认的中立领土 |
| 1743 | 法国殖民地             |
| 1748 | 英法共同承认的中立领土 |
| 1756 | 法国殖民地             |
| 1762 | 英国占领               |
| 1763 | 归还法国               |
| 1778 | 英国占领               |
| 1783 | 归还法国               |
| 1796 | 英国占领               |
| 1802 | 归还法国               |
| 1803 | 英国占领               |
| 1814 | 英国主权确立           |

1635年来自百慕大的英国人尝试在圣卢西亚定居，同年法国人皮埃尔·贝利安·埃斯南巴克也调动了300-400人尝试殖民该岛。然而，两支殖民队都由于原住民的攻击被迫于当年年底前撤出。
1642年，法王路易十三将该岛屿并入美洲群岛公司，但该公司于1650年破产，随后法国人雅克·代尔·德·帕克特以四万一千法郎购入了圣卢西亚、格林纳达以及格林纳丁斯群岛的殖民权:22-27。他随后派出了40名殖民者在今天的卡斯特里附近登陆，并于次年击退加勒比人。1659年，帕克特击退了尝试登陆该岛的英国人，但他允许荷兰人在今天的维约堡附近建设一座多面堡。
1659年，加勒比人将该岛出售给了英国男爵弗朗西斯·维洛比。他率领5艘共计载有1100人的战舰前来，另有600名加勒比人作为援军。岛上仅有的14名法国人被迫逃离。英国人的此次殖民因瘟疫而失败，法国人很快卷土重来，但英国人又于1665年夺取了岛屿的控制。英国人的殖民又由于瘟疫、饥荒和加勒比人的袭击而失败，同1659年的尝试如出一辙。:22-271667年，英国在布雷达协议中承认圣卢西亚为法国领地。尽管此后英国人于1686年劫掠此岛，但转年又放弃了所有对该岛的宣称。
1666年，法国西印度公司接管该岛屿，并开始在该岛上引进奴隶来建设甘蔗种植园和发展制糖工业。。1674年，该岛屿成为法国的皇冠殖民地。

## 18世纪
1722年，英王乔治一世将圣卢西亚和圣文森特授予约翰·蒙太古。约翰指派了纳撒尼尔·乌林作为殖民总督并组建了共有7艘船只的船队前往该岛，但由于缺乏补给殖民者们很快逃离了圣卢西亚。

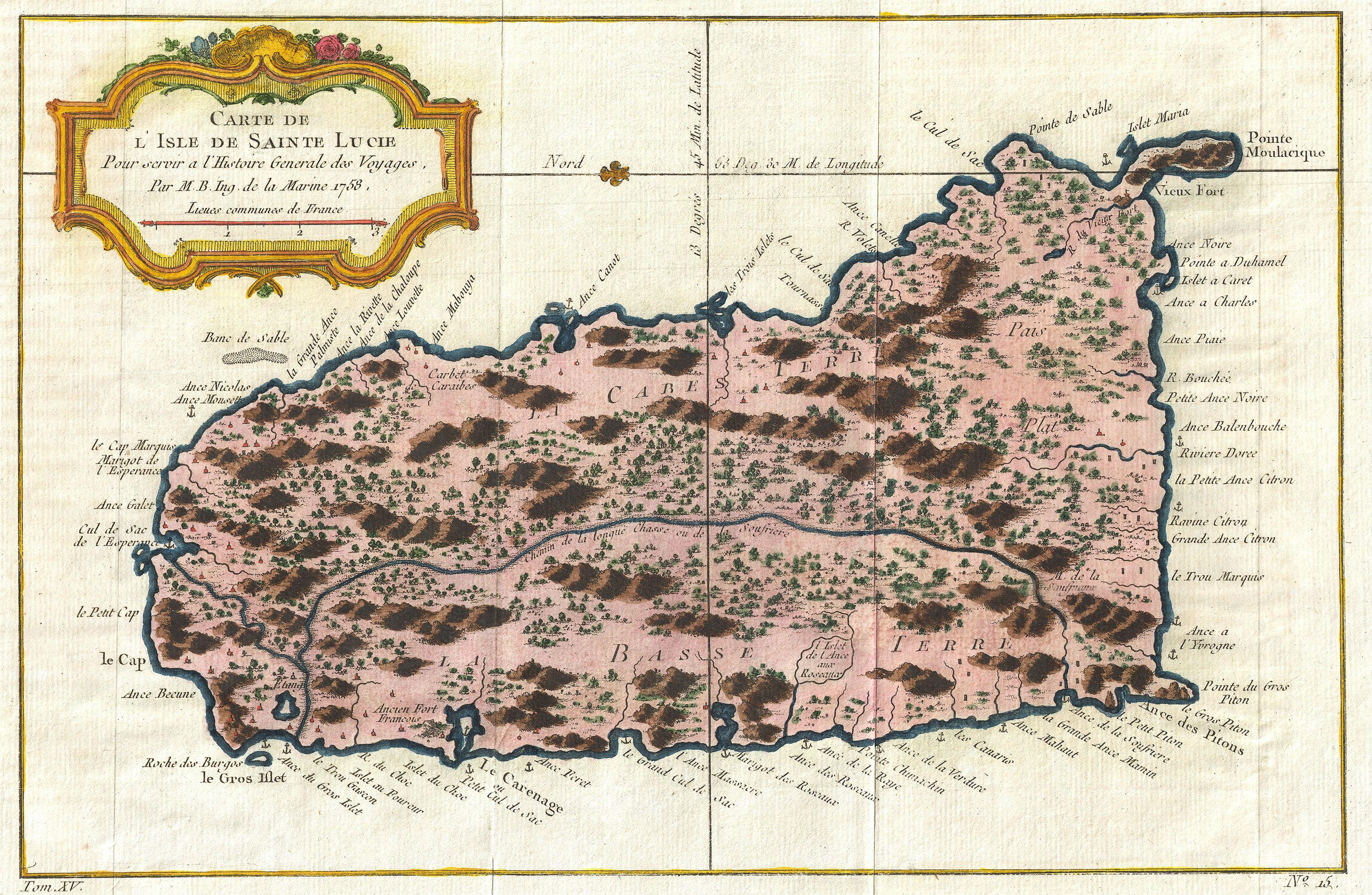
1758年的圣卢西亚地图

该岛屿上快速发展的制糖产业导致大部分人口都是奴隶。在1745年，圣卢西亚的人口为3455，而其中有2573人是奴隶。:31
1762年，英国在七年战争中夺取了该岛，但在次年2月的巴黎和约中圣卢西亚又被重新划为法国领地。

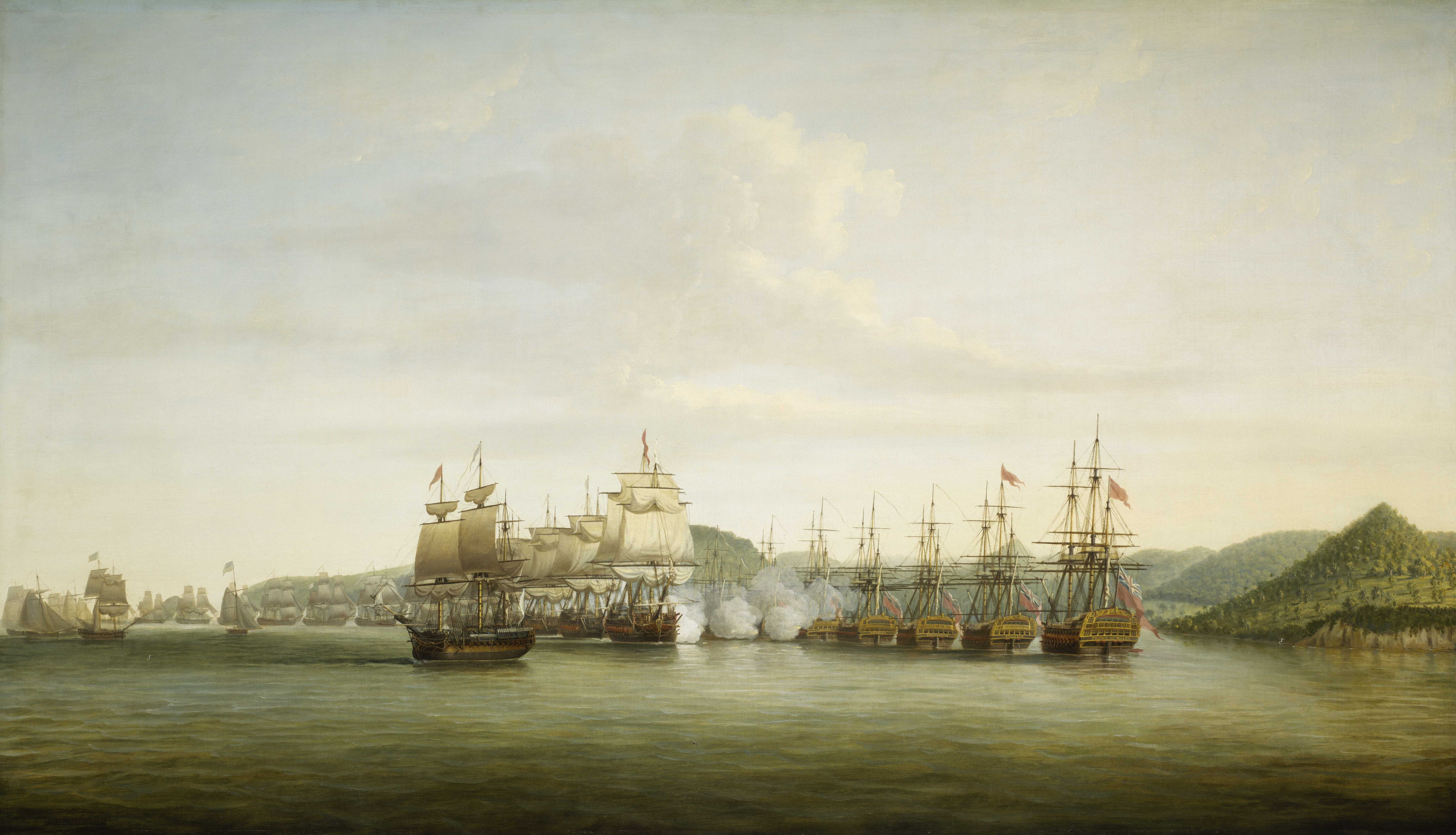
一副描绘圣卢西亚会战中由查尔斯·亨利·赫克托尔领导的12艘法舰攻击由萨缪尔·巴灵顿领导的7艘英舰的油画

1779年，美国独立战争期间英法两国的海军为争夺加勒比海的制海权在此地爆发了海战，史称圣卢西亚会战(英语：Battle of St. Lucia)。随着法国海军战败，该岛屿向皇家海军投降，后在1782年归还法国。:36
1791年1月，法国大革命正在法国本土如火如荼地展开，国民议会派遣了四名使者来到圣卢西亚来传播革命思想。到8月，奴隶们开始抛弃他们的种植园，圣卢西亚总督德·吉马尔也落荒而逃。10月，革命英雄让-巴蒂斯特·雷蒙德·德·拉克罗斯携带着载有革命思想的小册子抵达圣卢西亚。他在岛屿上组织起由穷苦白人和有色人种中的自由民组成的组织，名为“爱国者”。1793年，尼古拉斯·夏维尔·理查德接任总督，并于次年2月宣布废除奴隶制。1794年4月，英国副将约翰·亚维斯攻占圣卢西亚。由于英国侧重于本地富裕种植园主的利益，岛上的的爱国者组织进行了激烈的反抗:65-66.1795年2月，由维克托·休斯领导的一群反抗者击溃了英军的一个营，此后的四个月里，反抗的奴隶们将英国人以及种植园主均赶出了圣卢西亚。法国随后任命了加斯帕·戈里安德为新任总督。他继续在岛上推广废奴主义，并用断头台处决了数位尚未离开的种植园主。1796年4月，英国将军拉尔夫·亚伯克隆比再次攻占圣卢西亚，并任命副将约翰·摩尔继续同岛上的无产阶级作战。

## 19世纪
1802年，法国在亚眠和约中重夺此岛，拿破仑·波拿巴随即恢复了奴隶制。次年六月，英国的海军准将塞缪尔·胡德（Samuel Hood）击败了法国总督安托万·诺盖斯(Antoine Noguès)，再次占领圣卢西亚，并在1814年正式确定英国对圣卢西亚的主权。:113
1838年，该岛成为了英属向风群岛的一部分。

## 20世纪至今
1942年3月9日，在加勒比海战役(Battle_of_the_Caribbean)期间，一艘德国U型潜艇袭击并击沉了卡斯特里港的两艘英国船只。:275
1957年，香蕉超过蔗糖成为圣卢西亚的第一大出口货物。:303
20世纪以来，圣卢西亚的自治权逐步增长。1924年颁布的宪法赋予了该岛首次代议制政府形式，先前全部由提名产生的立法委员会中拥有了少数由选举产生的成员。1951年引入了普选权，选举产生的成员成为委员会的多数派。1956年施行部长制政府制。1958年，圣卢西亚加入了短暂存在的西印度联邦，这是英国的半自治领土。当1962年牙买加退出后，联邦崩溃，随后又尝试了一个较小的联邦。第二次失败后，英国和六个向风和背风群岛，即格林纳达、圣文森特、多米尼克、安提瓜、圣基茨和尼维斯和安圭拉、圣卢西亚，发展出一种新的合作形式，称为联系邦。
作为英国的联系邦，从1967年到1979年，圣卢西亚在内部具有完全自治的权利，但将外交事务和国防责任留给了英国。1979年2月22日，圣卢西亚获得了完全的独立。。圣卢西亚是一个君主立宪制国家，查尔斯三世是圣卢西亚国王，同时也是英联邦的成员。该岛持续通过加勒比共同体（CARICOM）、东加勒比共同市场（ECCM）和东加勒比国家组织（OECS）与其邻国合作。
在2016年6月的大选中，由艾伦·迈克尔·沙塔内领导的统合劳动党（UWP）赢得了17个席位中的11个，击败了总理肯尼·安东尼领导的圣卢西亚工党(Saint Lucia Labour Party, SLP）。然而，圣卢西亚工党在2021年7月的选举中再次获胜，其领导人菲利普·皮耶耶成为了圣卢西亚独立以来的第九任总理。